# Großer Preis von Frankreich 2006
Der Große Preis von Frankreich 2006 (offiziell Formula 1 Grand Prix de France 2006) fand am 16. Juli auf dem Circuit de Nevers Magny-Cours in Magny-Cours statt und war das elfte Rennen der Formel-1-Weltmeisterschaft 2006.

## Bericht

### Hintergrund
Nach dem Großen Preis der USA führte Fernando Alonso in der Fahrerwertung mit 19 Punkten vor Michael Schumacher und mit 45 Punkten vor Giancarlo Fisichella. In der Konstrukteurswertung führte Renault mit 26 Punkten vor Ferrari und mit 66 Punkten vor McLaren-Mercedes.
Vor dem Rennwochenende gab es einen Fahrerwechsel: Pedro de la Rosa ersetzte ab diesem Rennen Juan Pablo Montoya bei McLaren-Mercedes. Nach seiner nicht mit dem Team abgesprochenen Ankündigung, in der kommenden Saison in die US-amerikanische NASCAR-Serie wechseln zu wollen, war Montoya beurlaubt worden.
Mit Michael Schumacher (siebenmal), Alonso, Ralf Schumacher und David Coulthard (jeweils einmal) traten vier ehemalige Sieger zu diesem Grand Prix an.

### Training
Die letzten sechs Teams der Konstrukteursmeisterschaft 2005 waren berechtigt am Freitag im freien Training ein drittes Auto einzusetzen, selbiges galt für das neue elfte Team Super Aguri. Diese Fahrer fuhren am Freitag, traten aber weder im Qualifying noch im Rennen an. Alexander Wurz (Williams), Anthony Davidson (Honda), Robert Doornbos (Red Bull), Robert Kubica (BMW Sauber), Giorgio Mondini (Spyker), Neel Jani (Toro Rosso) und Sakon Yamamoto (Super Aguri) nahmen in dieser Funktion an den Freitagstrainings teil.
Im ersten freien Training fuhr Kubica mit 1:16,794 Minuten die schnellste Runde vor Davidson und Jenson Button.
Im zweiten freien Training war Kubica erneut Schnellster mit 1:16,902 Minuten, gefolgt von Alonso und Davidson.

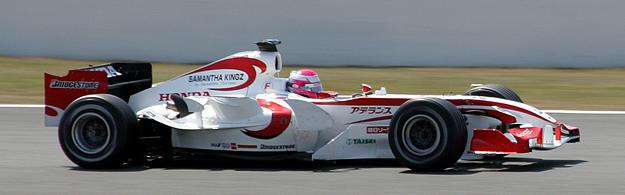
Lokalmatador Franck Montagny bei seinem letzten Formel-1-Einsatz

Im dritten freien Training platzierte sich Jacques Villeneuve mit 1:17,005 Minuten ganz vorne. Zweiter wurde Nick Heidfeld, Dritter Jarno Trulli.

### Qualifying
Das Qualifying wurde in drei Qualifikationsabschnitten ausgetragen. In den beiden ersten schieden die jeweils sechs langsamsten Fahrer aus, im letzten wurde um die Pole-Position gefahren.
Mit Michael Schumacher und Felipe Massa bildeten wieder die beiden Ferrari-Piloten wie schon ein Rennen zuvor eine reine rote erste Startreihe. Für Michael Schumacher war es die 68. und letzte Pole-Position in der Formel-1-Weltmeisterschaft. Alonso sicherte sich Startplatz 3. Michael Schumacher hielt den Rekord für die meisten Pole-Positions, bis Lewis Hamilton ihn beim Großen Preis von Italien 2017 übertraf.
Im ersten Qualifikationsabschnitt (Q1) schieden Vitantonio Liuzzi, Villeneuve, Button, Tiago Monteiro und beide Super Aguri aus.
Im zweiten Qualifikationsabschnitt (Q2) schieden dann beide Red Bull, Mark Webber, Heidfeld, Rubens Barrichello und Scott Speed aus.

### Rennen
Die beiden Ferrari starteten sehr gut und behielten die Führung. Dem ersten Stopp von Massa in Runde 16 folgten Alonso und Räikkönen und in Runde 18 Michael Schumacher. Die Führung übernahmen die beiden Toyota-Piloten, welche das Rennen bis zur 22. Runde anführten.

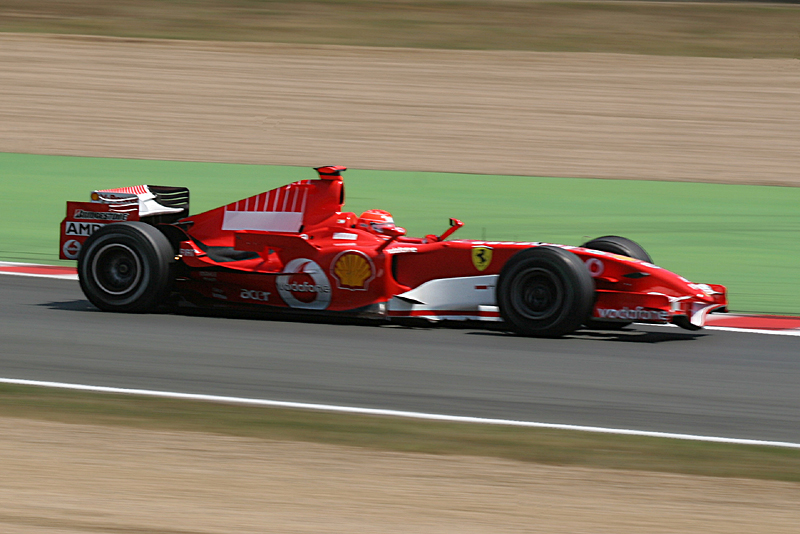
Michael Schumacher während des Rennens

Nach dem Boxenstopp von Ralf Schumacher blieb dieser vor seinem Bruder, bis er in der 38. Runde von Michael Schumacher überholt wurde. In der 39. Runde schied dann der Führende Trulli aus und Michael Schumacher erbte die Führung, die er bis zum Ende des Rennens behalten sollte. Alonso musste sich mit dem zweiten Platz vor Massa begnügen. Die restlichen Punkteplatzierungen belegten Ralf Schumacher, Kimi Räikkönen, Fisichella, de la Rosa und Heidfeld.
Michael Schumacher war der erste Fahrer in der Geschichte der Formel 1, der den gleichen Grand Prix acht Mal gewinnen konnte (1994, 1995, 1997, 1998, 2001, 2002 und 2004) und erzielte seinen 22. Hattrick, womit er ebenfalls einen Rekord aufstellte.
In der Fahrerwertung konnte Michael Schumacher den Rückstand auf Alonso erneut verkürzen, Dritter blieb Fisichella.

## Meldeliste
| Team                              | Nr. | Fahrer               | Chassis          | Motor                | Reifen |
| --------------------------------- | --- | -------------------- | ---------------- | -------------------- | ------ |
| Mild Seven Renault F1 Team        | 01  | Fernando Alonso      | Renault R26      | Renault 2.4 V8       | M      |
| Mild Seven Renault F1 Team        | 02  | Giancarlo Fisichella | Renault R26      | Renault 2.4 V8       | M      |
| Team McLaren Mercedes             | 03  | Kimi Räikkönen       | McLaren MP4-21   | Mercedes-Benz 2.4 V8 | M      |
| Team McLaren Mercedes             | 04  | Pedro de la Rosa     | McLaren MP4-21   | Mercedes-Benz 2.4 V8 | M      |
| Scuderia Ferrari Marlboro         | 05  | Michael Schumacher   | Ferrari 248 F1   | Ferrari 2.4 V8       | B      |
| Scuderia Ferrari Marlboro         | 06  | Felipe Massa         | Ferrari 248 F1   | Ferrari 2.4 V8       | B      |
| Panasonic Toyota Racing           | 07  | Ralf Schumacher      | Toyota TF106B    | Toyota 2.4 V8        | B      |
| Panasonic Toyota Racing           | 08  | Jarno Trulli         | Toyota TF106B    | Toyota 2.4 V8        | B      |
| Williams F1 Team                  | 09  | Mark Webber          | Williams FW28    | Cosworth 2.4 V8      | B      |
| Williams F1 Team                  | 10  | Nico Rosberg         | Williams FW28    | Cosworth 2.4 V8      | B      |
| Williams F1 Team                  | 35  | Alexander Wurz       | Williams FW28    | Cosworth 2.4 V8      | B      |
| Lucky Strike Honda Racing F1 Team | 11  | Rubens Barrichello   | Honda RA106      | Honda 2.4 V8         | M      |
| Lucky Strike Honda Racing F1 Team | 12  | Jenson Button        | Honda RA106      | Honda 2.4 V8         | M      |
| Lucky Strike Honda Racing F1 Team | 36  | Anthony Davidson     | Honda RA106      | Honda 2.4 V8         | M      |
| Red Bull Racing                   | 14  | David Coulthard      | Red Bull RB2     | Ferrari 2.4 V8       | M      |
| Red Bull Racing                   | 15  | Christian Klien      | Red Bull RB2     | Ferrari 2.4 V8       | M      |
| Red Bull Racing                   | 37  | Robert Doornbos      | Red Bull RB2     | Ferrari 2.4 V8       | M      |
| BMW Sauber F1 Team                | 16  | Nick Heidfeld        | BMW Sauber F1.06 | BMW 2.4 V8           | M      |
| BMW Sauber F1 Team                | 17  | Jacques Villeneuve   | BMW Sauber F1.06 | BMW 2.4 V8           | M      |
| BMW Sauber F1 Team                | 38  | Robert Kubica        | BMW Sauber F1.06 | BMW 2.4 V8           | M      |
| Spyker MF1 Team                   | 18  | Tiago Monteiro       | Midland M16      | Toyota 2.4 V8        | B      |
| Spyker MF1 Team                   | 19  | Christijan Albers    | Midland M16      | Toyota 2.4 V8        | B      |
| Spyker MF1 Team                   | 39  | Giorgio Mondini      | Midland M16      | Toyota 2.4 V8        | B      |
| Scuderia Toro Rosso               | 20  | Vitantonio Liuzzi    | Toro Rosso STR1  | Cosworth 3.0 V10     | M      |
| Scuderia Toro Rosso               | 21  | Scott Speed          | Toro Rosso STR1  | Cosworth 3.0 V10     | M      |
| Scuderia Toro Rosso               | 40  | Neel Jani            | Toro Rosso STR1  | Cosworth 3.0 V10     | M      |
| Super Aguri Formula 1             | 22  | Takuma Satō          | Super Aguri SA06 | Honda 2.4 V8         | B      |
| Super Aguri Formula 1             | 23  | Franck Montagny      | Super Aguri SA06 | Honda 2.4 V8         | B      |
| Super Aguri Formula 1             | 41  | Sakon Yamamoto       | Super Aguri SA06 | Honda 2.4 V8         | B      |

Anmerkungen
1. 1 2 3 4 5 6 7  Nahm nur an den Freitagstrainings teil.

## Klassifikationen

### Qualifying
| Pos. | Fahrer               | Konstrukteur        | Q1       | Q2       | Q3       | Start |
| ---- | -------------------- | ------------------- | -------- | -------- | -------- | ----- |
| 01   | Michael Schumacher   | Ferrari             | 1:15,865 | 1:15,511 | 1:15,493 | 01    |
| 02   | Felipe Massa         | Ferrari             | 1:16,277 | 1:15,679 | 1:15,510 | 02    |
| 03   | Fernando Alonso      | Renault             | 1:16,328 | 1:15,706 | 1:15,785 | 03    |
| 04   | Jarno Trulli         | Toyota              | 1:15,550 | 1:15,776 | 1:16,036 | 04    |
| 05   | Ralf Schumacher      | Toyota              | 1:15,949 | 1:15,625 | 1:16,091 | 05    |
| 06   | Kimi Räikkönen       | McLaren-Mercedes    | 1:16,154 | 1:15,742 | 1:16,281 | 06    |
| 07   | Giancarlo Fisichella | Renault             | 1:16,825 | 1:15,901 | 1:16,345 | 07    |
| 08   | Pedro de la Rosa     | McLaren-Mercedes    | 1:16,679 | 1:15,902 | 1:16,632 | 08    |
| 09   | Nico Rosberg         | Williams-Cosworth   | 1:16,534 | 1:15,926 | 1:18,272 | 19    |
| 10   | David Coulthard      | Red Bull-Ferrari    | 1:16,350 | 1:15,974 | 1:18,663 | 09    |
| 11   | Mark Webber          | Williams-Cosworth   | 1:16,531 | 1:16,129 | –        | 10    |
| 12   | Nick Heidfeld        | BMW Sauber          | 1:16,686 | 1:16,294 | –        | 11    |
| 13   | Christian Klien      | Red Bull-Ferrari    | 1:16,921 | 1:16,433 | –        | 12    |
| 14   | Rubens Barrichello   | Honda               | 1:17,022 | 1:17,027 | –        | 13    |
| 15   | Scott Speed          | Toro Rosso-Cosworth | 1:17,117 | 1:17,063 | –        | 14    |
| 16   | Christijan Albers    | MF1 Racing          | 1:16,962 | 1:17,105 | –        | 15    |
| 17   | Vitantonio Liuzzi    | Toro Rosso-Cosworth | 1:17,164 | –        | –        | 22    |
| 18   | Jacques Villeneuve   | BMW Sauber          | 1:17,304 | –        | –        | 16    |
| 19   | Jenson Button        | Honda               | 1:17,495 | –        | –        | 17    |
| 20   | Tiago Monteiro       | MF1 Racing          | 1:17,589 | –        | –        | 18    |
| 21   | Franck Montagny      | Super Aguri-Honda   | 1:18,637 | –        | –        | 20    |
| 22   | Takuma Satō          | Super Aguri-Honda   | 1:18,845 | –        | –        | 21    |

Anmerkungen
1. ↑  Rosberg erhielt aufgrund eines Motorenwechsels eine Startplatzstrafe von zehn Plätzen.
2. ↑  Liuzzi erhielt aufgrund eines Motorenwechsels eine Startplatzstrafe von zehn Plätzen.

### Rennen
| Pos. | Fahrer               | Konstrukteur        | Runden | Stopps | Zeit        | Start | Schnellste Runde |
| ---- | -------------------- | ------------------- | ------ | ------ | ----------- | ----- | ---------------- |
| 01   | Michael Schumacher   | Ferrari             | 70     | 3      | 1:32:07,803 | 01    | 1:17,111 (46.)   |
| 02   | Fernando Alonso      | Renault             | 70     | 2      | + 10,131    | 03    | 1:17,770 (23.)   |
| 03   | Felipe Massa         | Ferrari             | 70     | 3      | + 25,546    | 02    | 1:17,141 (18.)   |
| 04   | Ralf Schumacher      | Toyota              | 70     | 2      | + 27,212    | 05    | 1:17,809 (19.)   |
| 05   | Kimi Räikkönen       | McLaren-Mercedes    | 70     | 3      | + 33,006    | 06    | 1:17,717 (30.)   |
| 06   | Giancarlo Fisichella | Renault             | 70     | 2      | + 45,265    | 07    | 1:18,057 (20.)   |
| 07   | Pedro de la Rosa     | McLaren-Mercedes    | 70     | 3      | + 49,407    | 08    | 1:17,625 (34.)   |
| 08   | Nick Heidfeld        | BMW Sauber          | 69     | 2      | + 1 Runde   | 11    | 1:18,809 (48.)   |
| 09   | David Coulthard      | Red Bull-Ferrari    | 69     | 2      | + 1 Runde   | 09    | 1:18,978 (56.)   |
| 10   | Scott Speed          | Toro Rosso-Cosworth | 69     | 2      | + 1 Runde   | 14    | 1:18,674 (66.)   |
| 11   | Jacques Villeneuve   | BMW Sauber          | 69     | 2      | + 1 Runde   | 16    | 1:17,906 (56.)   |
| 12   | Christian Klien      | Red Bull-Ferrari    | 69     | 2      | + 1 Runde   | 12    | 1:18,968 (56.)   |
| 13   | Vitantonio Liuzzi    | Toro Rosso-Cosworth | 69     | 2      | + 1 Runde   | 22    | 1:18,241 (54.)   |
| 14   | Nico Rosberg         | Williams-Cosworth   | 68     | 3      | + 2 Runden  | 19    | 1:18,796 (62.)   |
| 15   | Christijan Albers    | MF1 Racing          | 68     | 2      | + 2 Runden  | 15    | 1:19,356 (67.)   |
| 16   | Franck Montagny      | Super Aguri-Honda   | 67     | 3      | + 3 Runden  | 20    | 1:20,113 (53.)   |
| –    | Jenson Button        | Honda               | 61     | 2      | DNF         | 17    | 1:18,510 (47.)   |
| –    | Mark Webber          | Williams-Cosworth   | 53     | 4      | DNF         | 10    | 1:18,859 (34.)   |
| –    | Jarno Trulli         | Toyota              | 39     | 2      | DNF         | 04    | 1:18,036 (16.)   |
| –    | Rubens Barrichello   | Honda               | 18     | 0      | DNF         | 13    | 1.20,094 (16.)   |
| –    | Tiago Monteiro       | MF1 Racing          | 11     | 0      | DNF         | 18    | 1:21,663 (08.)   |
| –    | Takuma Satō          | Super Aguri-Honda   | 0      | 0      | DNF         | 21    | –                |

## WM-Stände nach dem Rennen
Die ersten acht des Rennens bekamen 10, 8, 6, 5, 4, 3, 2 bzw. 1 Punkt(e)

### Fahrerwertung
| Pos. | Fahrer               | Konstrukteur     | Punkte |
| ---- | -------------------- | ---------------- | ------ |
| 01   | Fernando Alonso      | Renault          | 96     |
| 02   | Michael Schumacher   | Ferrari          | 79     |
| 03   | Giancarlo Fisichella | Renault          | 46     |
| 04   | Kimi Räikkönen       | McLaren-Mercedes | 43     |
| 05   | Felipe Massa         | Ferrari          | 42     |
| 06   | Juan Pablo Montoya   | McLaren-Mercedes | 26     |
| 07   | Jenson Button        | Honda            | 16     |
| 08   | Rubens Barrichello   | Honda            | 16     |
| 09   | Ralf Schumacher      | Toyota           | 13     |
| 10   | Nick Heidfeld        | BMW Sauber       | 13     |
| 11   | David Coulthard      | Red Bull-Ferrari | 10     |
| 12   | Jarno Trulli         | Toyota           | 8      |

| Pos. | Fahrer             | Konstrukteur        | Punkte |
| ---- | ------------------ | ------------------- | ------ |
| 13   | Jacques Villeneuve | BMW Sauber          | 7      |
| 14   | Mark Webber        | Williams-Cosworth   | 6      |
| 15   | Nico Rosberg       | Williams-Cosworth   | 4      |
| 16   | Pedro de la Rosa   | McLaren-Mercedes    | 2      |
| 17   | Vitantonio Liuzzi  | Toro Rosso-Cosworth | 1      |
| 18   | Christian Klien    | Red Bull-Ferrari    | 1      |
| 19   | Scott Speed        | Toro Rosso-Cosworth | 0      |
| 20   | Christijan Albers  | MF1 Racing          | 0      |
| 21   | Tiago Monteiro     | MF1 Racing          | 0      |
| 22   | Takuma Satō        | Super Aguri-Honda   | 0      |
| 23   | Yūji Ide           | Super Aguri-Honda   | 0      |
| 24   | Franck Montagny    | Super Aguri-Honda   | 0      |

### Konstrukteurswertung
| Pos. | Konstrukteur     | Punkte |
| ---- | ---------------- | ------ |
| 01   | Renault          | 142    |
| 02   | Ferrari          | 121    |
| 03   | McLaren-Mercedes | 71     |
| 04   | Honda            | 32     |
| 05   | Toyota           | 21     |
| 06   | BMW Sauber       | 20     |

| Pos. | Konstrukteur        | Punkte |
| ---- | ------------------- | ------ |
| 07   | Red Bull-Ferrari    | 11     |
| 08   | Williams-Cosworth   | 10     |
| 09   | Toro Rosso-Cosworth | 1      |
| 10   | MF1 Racing          | 0      |
| 11   | Super Aguri-Honda   | 0      |